# Кайпірінья
Кайпірі́нья (порт. Caipirinha) — бразильський алкогольний коктейль, який виготовляється з кашаси, лайму, льоду та необробленого тростинного цукру. Належить до офіційних напоїв Міжнародної асоціації барменів, категорія «Сучасна класика» (англ. Contemporary classics). Замість кашаси можна використовувати ром (кайпіри́сіма) або горілку (кайпірешка).

## Рецепт
Взяти низьку склянку. Розрізати лайм на 4 частини та розчавити його товкачиком. Додати 2 столові ложки цукру. Заповнити склянку кашасою та збовтати, додати дрібного льоду та збовтати знову.